# Митрофан (Бутынский)
Архиепи́скоп Митрофан (в миру Влади́мир Яросла́вович Буты́нский, укр. Володимир Ярославович Бутинський; род. 17 июня 1978, Накваша, Львовская область) — архиерей Православной церкви Украины (с 2019), архиепископ Харьковский и Слобожанский (с 2013).

## Биография
Родился 17 июня 1978 года в селе Накваша в Львовской области.
С 1985 по 1995 год учился в Наквашанской средней школе, а в 1996 году поступил на первый курс Львовской духовной семинарии, которую окончил в 2000 году.
С 2003 по 2008 год учился на философско-теологическом факультете в Черновицком национальном университете имени Юрия Федьковича и получил диплом по специальности «религиоведение».
23 июля 2006 года митрополитом Украинской автокефальной православной церкви Мефодием (Кудряковым) был хиротонисан во диакона, а 1 октября 2006 года — во пресвитера. Зачислен в клир Тернопольской епархии и назначен священником кафедрального собора Рождества Христова города Тернополя.
С 29 октября 2006 года переведён в клир Киевской епархии и назначен штатным священником Андреевского кафедрального собора города Киева.
1 марта 2007 года патриархом Филаретом (Денисенко) был зачислен в братию Михайловского Златоверхого монастыря и 14 июня 2007 года наместником монастыря архиепископом Переяслав-Хмельницким Димитрием (Рудюком) был пострижен в монашество с наречением имени Митрофан в честь святителя Митрофана, патриарха Константинопольского (день памяти 17 июня).
6 мая 2008 года в Свято-Георгиевском соборе Выдубицкого монастыря патриархом Филаретом был награждён наперсным крестом. 8 мая 2008 года указом патриарха Филарета был назначен благочинным Михайловского Выдубицкого монастыря города Киева, а 6 мая 2009 года в Георгиевском соборе Выдубицкого монастыря патриархом Филаретом был возведён в достоинство игумена.
Осенью 2009 года стал слушателем юридического института НАУ, который окончил в 2012 году, получив диплом по специальности «юрист».
10 июня 2010 году окончил Киевскую православную богословскую академию, получив диплом магистра богословия.
С 1 сентября 2011 года назначен ассистентом кафедры теории и истории государства и права юридического института НАУ.
19 сентября 2011 года патриархом Филаретом награждён правом ношения палицы.
1 июня 2012 года, по благословению патриарха Филарета, указом архиепископа Ровенского и Острожского Илариона (Процика), назначен наместником Георгиевского мужского монастыря в селе Пляшева в Ровненской епархии. 8 июля 2012 года архиепископом Иларионом награждён крестом с украшениями, а 30 марта 2013 года, по благословению патриарха Филарета, возведение в достоинство архимандрита.
20 мая 2013 года указом архиепископа Илариона назначен его личным секретарём.
27 июля 2013 года Священным синодом Украинской православной церкви Киевского патриархата (Журнал заседания № 31) был избран для рукоположения в сан епископа.
25 августа 2013 года во Владимирском кафедральном соборе был хиротонисан во епископа Харьковского и Богодуховского. Хиротонию совершили: Патриарх Киевский и всей Руси-Украины Филарет (Денисенко), митрополит Переяслав-Хмельницкий и Белоцерковский Епифаний (Думенко), митрополит Белгородский и Обоянский Иоасаф (Шибаев), архиепископ Ровенский и Острожский Иларион (Процик), архиепископ Черниговский и Нежинский Евстратий (Зоря), епископ Васильковский Лаврентий (Мигович) и епископ Вышгородский Агапит (Гуменюк).
15 декабря 2018 года вместе со всеми другими архиереями УПЦ КП принял участие в «объединительном соборе» в храме Святой Софии.
4 апреля 2021 года Афанасий (Шкурупий), правящий епископ Харьковско-Полтавской епархии ПЦУ, ранее вошедшей в ПЦУ из УАПЦ сделал на своей странице скандальное заявление, в котором обвинил Митрофана Бутынского в рейдерском захвате приходов Харьковского благочиния: «сегодня, в Крестопоклонную неделю, перед Святым Крестом, дьявол устроил шабаш в приходах Соколового и Циркунов на Харьковщине и руками их настоятелей о. Станислава Аштрафьяна и о. Олега Козуба, отстранённых мною временно от настоятельства, происходит мятеж с целью перевода приходов в другую епархию, — написал Шкурупий. — Этим процессом руководит опытный режиссёр епископ Митрофан. Раздаются угрозы, что возьмутся и за другие приходы Харьковско-Полтавской епархии, чтобы вытеснить архиепископа Афанасия из Харьковщины. Вот такие у нас тут дела. Больно и обидно, что именно с этого начинается развитие Православной Церкви Украины».
2 февраля 2023 года возведён в сан архиепископа, а титул изменён на «Харьковский и Слобожанский».

## Награды
- Орден Георгия Победоносца (УПЦ КП; 2 октября 2012)
- Ордена Христа Спасителя (УПЦ КП; 16 июня 2013)
- Почётный гражданин Харьковской области (2024)[5].